# Pterolophia chebana
Pterolophia chebana är en skalbaggsart som först beskrevs av Charles Joseph Gahan 1894. Pterolophia chebana ingår i släktet Pterolophia och familjen långhorningar.
Artens utbredningsområde är Myanmar. Inga underarter finns listade i Catalogue of Life.